# 小行星9914
小行星9914（英語：9914 Obukhova）是一颗围绕太阳公转的小行星。1976年10月28日，天文学家柳德米拉·瓦斯列娜·朱然勒娃在纳昂切尼奇发现了此天体。
这颗小行星的绝对星等为324.3205443973996等。